# Thomas Plumtree
De zalige Thomas Plumtree (? - 1570) was een Engels katholiek geestelijke. Plumtree was afkomstig uit Lincolnshire en kreeg zijn opleiding aan het "Corpus Christi College" aan de universiteit van Oxford. Hij werd rector in Stubton en was kapelaan bij de opstandelingen in het noorden. Plumtree werd ter dood veroordeeld, nadat hij gevat was omdat hij de mis had opgedragen. Voor zijn terechtstelling kreeg hij de mogelijkheid om zijn leven te redden, als hij protestant zou worden, hetgeen hij weigerde. 
Thomas Plumtree werd in 1886 zalig verklaard. Zijn feestdag is op 4 januari.